# Hubbardiidae
Famille
Synonymes
- Tartaridae O.Pickard-Cambridge, 1872
- Nyctalopoidae Thorell, 1883
- Schizonotidae Thorell, 1888
- Schizomoidae Hansen & Sörensen, 1905

Les Hubbardiidae sont une famille de schizomides.

## Distribution
Les espèces de cette famille se rencontrent en Océanie, en Amérique, en Afrique et en Asie.

## Taxonomie
Le nom valide complet (avec auteur) de ce taxon est Hubbardiidae Cook, 1899.
Hubbardiidae a pour synonyme :
- Schizomidae Hansen and Sörensen, 1905

## Liste des sous-familles
Selon ITIS (10 juillet 2024) :
- Hubbardiinae Cook, 1899
- Megaschizominae Rowland, 1973

## Liste des genres
Selon Schizomids of the World (version 1.0) :
- Hubbardiinae Cook, 1899
  - Adisomus Cokendolpher & Reddell, 2000
  - Afrozomus Reddell & Cokendolpher, 1995
  - Anepsiozomus Harvey, 2001
  - Antillostenochrus Armas & Teruel, 2002
  - Apozomus Harvey, 1992
  - Artacarus Cook, 1899
  - Attenuizomus Harvey, 2000
  - Bamazomus Harvey, 1992
  - Belicenochrus Armas & Víquez, 2010
  - Brignolizomus Harvey, 2000
  - Burmezomus Bastawade, 2004
  - Caribezomus Armas, 2011
  - Clavizomus Reddell & Cokendolpher, 1995
  - Cokendolpherius Armas, 2002
  - Cubacanthozomus Teruel, 2007
  - Cubazomus Reddell & Cokendolpher, 1995
  - Draculoides Harvey, 1992
  - Enigmazomus Harvey, 2006
  - Guanazomus Teruel & Armas, 2002
  - Hansenochrus Reddell & Cokendolpher, 1995
  - Heterocubazomus Teruel, 2007
  - Hubbardia Cook, 1899
  - Javazomus Reddell & Cokendolpher, 1995
  - Julattenius Harvey, 1992
  - Luisarmasius Reddell & Cokendolpher, 1995
  - Mahezomus Harvey, 2001
  - Mayazomus Reddell & Cokendolpher, 1995
  - Neozomus Reddell & Cokendolpher, 1995
  - Notozomus Harvey, 1992
  - Oculozomus Reddell & Cokendolpher, 1995
  - Orientzomus Cokendolpher & Tsurusaki, 1994
  - Ovozomus Harvey, 2001
  - Pacal Reddell & Cokendolpher, 1995
  - Piaroa Villarreal, Giupponi & Tourinho, 2008
  - Reddellzomus Armas, 2002
  - Rowlandius Reddell & Cokendolpher, 1995
  - Schizomus Cook, 1899
  - Secozomus Harvey, 2001
  - Sotanostenochrus Reddell & Cokendolpher, 1991
  - Stenochrus Chamberlin, 1922
  - Stenoschizomus González-Sponga, 1997
  - Stewartpeckius Reddell & Cokendolpher, 1995
  - Surazomus Reddell & Cokendolpher, 1995
  - Tayos Reddell & Cokendolpher, 1995
  - Trithyreus Kraepelin, 1899
  - Troglocubazomus Teruel, 2003
  - Wayuuzomus Armas & Colmenares, 2006
  - Zomus Reddell & Cokendolpher, 1995
- Megaschizominae Rowland, 1973
  - Megaschizomus Lawrence, 1969
- sous-famille indéterminée
- † Calcoschizomus Pierce, 1951
- † Onychothelyphonus Pierce, 1950

et décrits depuis :
- Ambulantactus Monjaraz-Ruedas, Prendini & Francke, 2019
- Baalrog Monjaraz-Ruedas, Prendini & Francke, 2019
- Bucinozomus Armas & Rehfeldt, 2015
- Calima Moreno González & Villarreal Manzanilla, 2012
- Cangazomus Pinto-da-Rocha, Andrade & Moreno-Gonzalez, 2016
- Colombiazomus Armas & Delgado-Santa. 2012
- Dumitrescoella Teruel 2017
- Gravelyzomus Kulkarni, 2012
- Harveyus Monjaraz-Ruedas, Prendini & Francke, 2019
- Heteroschizomus Rowland, 1973
- Kenyazomus Armas, 2014
- Lawrencezomus Armas, 2014
- Naderiore Pinto-da-Rocha, Andrade & Moreno-Gonzalez, 2016
- Nahual Monjaraz-Ruedas, Prendini & Francke, 2019
- Olmecazomus Monjaraz-Ruedas, Prendini & Francke, 2019
- Pinero Teruel, 2018
- Schizophyxia Monjaraz-Ruedas, Prendini & Francke, 2019
- Troglostenochrus Monjaraz-Ruedas, Prendini & Francke, 2019
- Vinabayesius Teruel & Rodríguez-Cabrera, 2021
- † Annazomus De Francesco Magnussen & Müller, 2022
- † Cretaceozomus De Francesco Magnussen & Müller, 2022
- † Groehnizomus De Francesco Magnussen & Müller, 2022
- † Mesozomus Müller, Dunlop, Kotthoff, Hammel & Harms, 2019
- † Muellerizomus De Francesco Magnussen & Müller, 2022

Heteronochrus a été placé en synonymie avec Mayazomus par Monjaraz-Ruedas et Francke en 2015.
Paradraculoides a été placé en synonymie avec Draculoides par Abrams, Huey, Hillyer, Humphreys, Didham et Harvey en 2019.

## Publication originale
- Cook, 1899 : « Hubbardia, a new genus of Pedipalpi. » Proceedings of the Entomological Society of Washington, vol. 4, p. 249-261 (texte intégral).